# Таганчанська вулиця
Таганчанська вулиця — зникла вулиця, що існувала у Московському районі (тепер — територія Голосіївського району) міста Києва, місцевість Саперна слобідка. Пролягала від вулиці Столєтова.

## Історія
Вулиця виникла у 2-й половині 50-х роках XX століття під назвою Нова вулиця. Назву Таганчанська вулиця набула 1957 року.
Ліквідована 1977 року. Нині кінцева частина вулиці Столєтова.